# آنادول بوجک
آنادول بوجک اتومبیل مونتاژی آنادول است که بین سالهای ۱۹۹۵ تا ۱۹۹۷ تولید شده است. این وسیله نقلیه در اصل به درخواست نیروهای مسلح ترکیه ساخته شده است و اگرچه شباهت هایی با مدل فولکس واگن باگی دارد ، اما از نظر مفهوم و شخصیت طراحی متفاوتی دارد.
در مجموع 203 دستگاه بوجک تولید شد.